# Botswana-agaat
Een Botswana-agaat is een van de agaat-typen halfedelsteen. Hij is blauw-wit van kleur in afwisselende lagen.
Behalve deze blauwe versie is er ook een roze Botswana-agaat; deze heeft afwisselende lagen in roze en wit.